# Frak dlja sjalopaja
Frak dlja sjalopaja (russisk: Фрак для шалопая) er en sovjetisk spillefilm fra 1979 af Eldor Urazbajev.

## Medvirkende
- Mikhail Jegorov som Jevgenij Gratjov
- Viktor Ilitjov som Georgij Mjakisjev
- Leonid Kuravljov som Deev
- Aleksandr Lebedev
- Artjom Karapetyan som Vasilij Petrovitj Gromoboev